# Gare de Roetgen
La gare de Roetgen est une ancienne gare ferroviaire belgo-allemande de la ligne 48, de Stolberg à Saint-Vith desservant la commune de Roetgen, dans la région urbaine d'Aix-la-Chapelle en Rhénanie-du-Nord-Westphalie. Comme toutes les gares de l'ex-Vennbahn, elle est en territoire belge.

## Situation ferroviaire
La gare de Roetgen se trouvait au point kilométrique (PK) 27,8 de la ligne 48, de Stolberg (frontière allemande) à Saint-Vith entre la gare de Raeren et la halte de Roetgen-Süd.

## Histoire
Les Chemins de fer d'État de la Prusse inaugurent le 30 juin 1885 la section d'Aix-la-Chapelle à Monschau qui doit constituer le premier maillon de la Vennbahn desservant plusieurs localités de l'Eifel et se prolongeant vers le Luxembourg. La ligne est terminée sur toute sa longueur en 1889.
Après la Première Guerre mondiale, les cantons de l'Est sont rattachés à la Belgique et la Vennbahn est confiée à l’État belge avec une continuité sur les nombreuses sections en territoire allemand comme à Roetgen. Après la Deuxième Guerre, les frontières sont reconstituées telles quelles et un petit bâtiment remplace celui des Chemins de fer prussiens, détruit au cours des combats.
Cette section de ligne ne voit plus passer que des trains de marchandises de cabotage et le trafic se réduit d'année en année jusqu'à la fermeture décidée par la SNCB en 1989.
De 1990 à 2002, l'association Vennbahn reprend l'exploitation avec des trains touristiques s'arrêtant à Roetgen. Faute d'argent, l'association fait faillite et les rails détériorés sont finalement retirés ; un chemin RAVeL a été créé à la place.

## Patrimoine ferroviaire
Abandonné avec la disparition des trains touristiques, le bâtiment de la gare a depuis été réaffecté en buvette.

Le bâtiment d'origine appartient à un type standard prussien avec une façade protégée par des tuiles. Encore intact en septembre 1944 lorsque les Alliés investissent la commune, il a sans doute subi les conséquences de l'offensive des Ardennes.

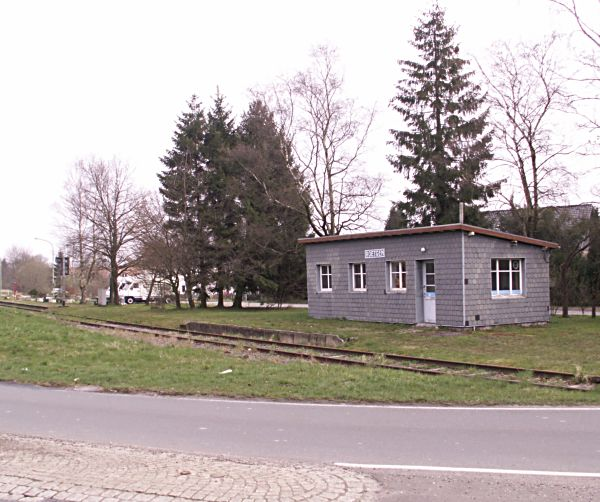
Bâtiment de la gare en 2007.